# 安爾雷布河

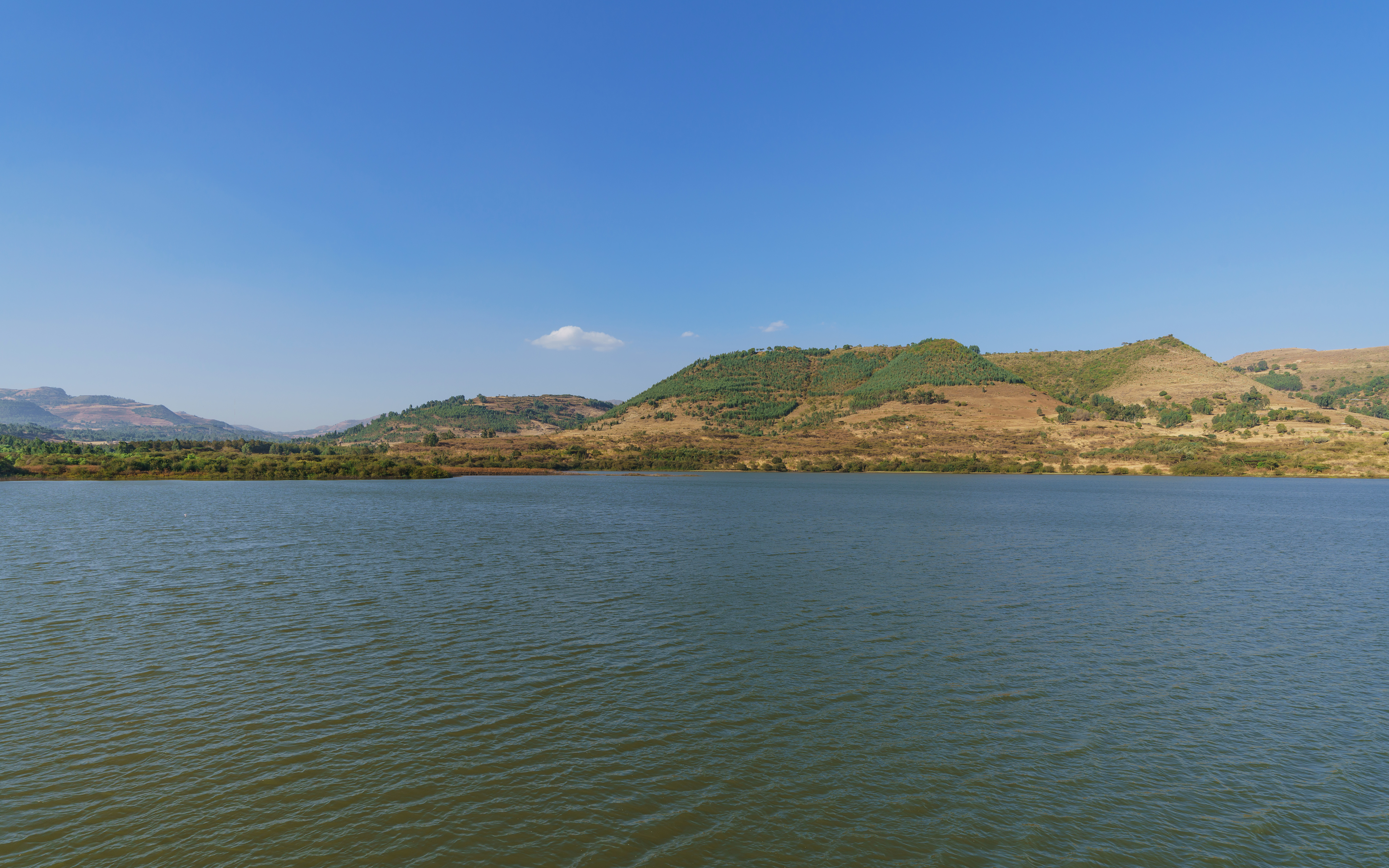

安爾雷布河（Angereb River）是埃塞俄比亞和蘇丹東部的河流，發源自貢德爾以北的阿姆哈拉州，向西流進阿特巴拉河，是尼羅河的源頭之一。
1986年，安爾雷布水壩建成，用作供應食水。